# Teorema della traccia
Il teorema della traccia è un importante risultato di analisi funzionale che permette di definire il restringimento ad un dominio una funzione definita quasi ovunque, per la quale quindi, essendo i bordi del dominio di misura di Lebesgue nulla, non sarebbe è possibile farlo nella maniera classica.
Tale restringimento permette quindi di estendere teoremi che legano i valori di una funzione ai suoi valori sul bordo del dominio di definizione, come ad esempio il teorema di Green-Gauss. Inoltre tale teorema ci permette di formulare una definizione alternativa degli spazi di Sobolev {\displaystyle W_{0}^{m,p}}. 
Il teorema di seguito riportato chiede per il dominio {\displaystyle \Omega } condizioni più stringenti di regolarità rispetto a quelle strettamente necessarie. Infatti, le condizioni minime sono quelle per l'esistenza di soluzioni delle equazioni di Dirichlet non omogenee.

## Definizione di traccia
Sia {\displaystyle \Omega \subset \mathbb {R} ^{n}} un aperto e limitato e sia {\displaystyle u\in H^{m}(\Omega )}, dove abbiamo indicato con {\displaystyle H^{m}(\Omega )} lo spazio di Sobolev {\displaystyle W^{m,2}(\Omega )}. Un operatore lineare continuo {\displaystyle \gamma =(\gamma _{0},\ldots ,\gamma _{m})\colon H^{m}(\Omega )\to \left(L^{2}(\partial \Omega )\right)} si dice operatore di traccia se per ogni {\displaystyle u\in H^{m}(\Omega )\cap C^{\infty }({\bar {\Omega }})} risulta {\displaystyle \gamma _{0}(u)=u\vert _{\partial \Omega }}, {\displaystyle \gamma _{i}(u)={\frac {\partial ^{i}u}{\partial \nu ^{i}}}\vert _{\partial \Omega }}, per ogni {\displaystyle i=1,\ldots ,m-1}, dove {\displaystyle \nu } indica la normale esterna al bordo di {\displaystyle \Omega }.

## Teorema
Sia {\displaystyle \Omega \subset \mathbb {R} ^{n}} aperto limitato di classe {\displaystyle C^{m+1}}, allora esiste un operatore traccia {\displaystyle \gamma =(\gamma _{0},\ldots ,\gamma _{m})\colon H^{m}(\Omega )\to \left(L^{2}(\partial \Omega )\right)} tale che
- se {\displaystyle u\in C^{\infty }({\bar {\Omega }})}, allora  {\displaystyle \gamma _{0}(u)=u\vert _{\partial \Omega }}, {\displaystyle \gamma _{i}(u)={\frac {\partial ^{i}u}{\partial \nu ^{i}}}\vert _{\partial \Omega }}, per ogni {\displaystyle i=1,\ldots ,m-1}, dove {\displaystyle \nu } indica la normale esterna al bordo di {\displaystyle \Omega };
- l'immagine di {\displaystyle \gamma } è un sottospazio di {\displaystyle \left(L^{2}(\partial \Omega )\right)^{m}}, più precisamente è {\displaystyle \prod _{j=0}^{m-1}H^{m-j-{\frac {1}{2}}}(\partial \Omega )};
- il nucleo di {\displaystyle \gamma } è lo spazio di Hilbert {\displaystyle H_{0}^{m}(\Omega )}.[2]

## Conseguenze
La traccia permettere di estendere il teorema di Green-Gauss a funzioni definite su spazi di Sobolev.

### Teorema di Green
Sia {\displaystyle \Omega \subset \mathbb {R} ^{n}} aperto limitato di classe {\displaystyle C^{1}}. Siano {\displaystyle u} e {\displaystyle v} in {\displaystyle H^{1}(\Omega )}. Allora, per ogni {\displaystyle i=1,\ldots ,m}
{\displaystyle \int _{\Omega }u(x){\frac {\partial v}{\partial x_{i}}}(x)dx=-\int _{\Omega }{\frac {\partial u}{\partial x_{i}}}(x)v(x)dx+\int _{\partial \Omega }\gamma _{0}(u)(x)\gamma _{0}(v)(x)\nu _{i}(x)d\sigma (x),}
dove {\displaystyle \nu _{i}(x)} indica l'{\displaystyle i}-esima componente del versore normale uscente dal bordo di {\displaystyle \Omega } in {\displaystyle x}.